# Оценяване
Оценяване, оценка е систематично придобиване на информация и обратна връзка по отношение на използването, качествата и въздействието на обект, програма или процес, използвайки критерий регулиран чрез набор от стандарти.
Процесът на измерване на степента на постигане на очакваните учебни резултати.
В контекста на образованието и обучението, оценяването е систематичен метод за събиране на информация за въздействието и ефективността на наученото. Полученият резултат показва постигнати ли са предварително поставените цели и може да помогне за подобряване процеса на обучение, както и да даде представа за качествата му.
Оценяването е процес на характеризиране и оценка на различни аспекти на образователната дейност. То може да се разглежда и като професионална дейност на педагога, която той задължително трябва да извърши, ако иска преподаването му да бъде достъпно и разбираемо, да отговаря на съвременните изисквания и нужди и резултатите от процеса на обучение да бъдат възможно най-добри.
В България оценки се изготвят от сертифицирани оценители в дадена област. Оценките трябва да са изготвени в съответствие със Закона за независимите оценители и оценителските станзарти приети от Камара на оценителите в България (КНОБ)].

## Основни аспекти на оценката
Основни аспекти на оценката са:
- полезност,
- вероятност,
- уместност,
- прецизност,

а оценяването трябва да се извършва обективно, използвайки разнообразни количествени и качествени методи.

## Числова оценка
Под оценяване разбираме множество от оценъчни съждения за количеството и качеството на усвоените знания и умения, за развитието на обучаемия. Когато на това множество от съждения се съпостави някое число, оценката се нарича числова.
Оценяването е резултат от проверката на знанията на обучаемия, при което се съпоставят резултатите от обучението с някакъв еталон, образец, който служи като база за сравнение. В резултат на това сравняване се формулират оценъчни съждения за успехите и неуспехите на обучаемия, за неговите способности и развитие, за дейностите, които той трябва да извърши, за да се постигнат целите на обучението.

## Класификации
Оценяването може да бъде класифицирано по различни начини. Трите основни класификации са следните:
В зависимост от момента на оценяване на знанията на обучаемия, съществуват два вида оценяване:
- текущо оценяване – извършва се по време на процеса на провеждане на курса на обучение;
- финално оценяване – обикновено се извършва в края на курса на обучение.

В зависимост от характера на задачите за оценяване на знанията на обучаемия, съществуват два вида оценяване:
- обективно оценяване – това оценяване се характеризира с наличието на единствен начин, по който да се даде верен отговор;
- субективно оценяване – при този вид оценяване съществува повече от един начин, по който да се даде верния, или при който няма точно определен такъв.

В зависимост от еталона за сравняване, се използват три подхода за оценяване:
- нормативен – резултатите от обучението се сравняват с дадени норми, изисквания, валидни за всички обучаеми;
- вътрешно-сравнителен подход (личностен) – резултатите от обучението на даден обучаем се сравняват с уменията и знанията, които е имал същият обучаем преди обучението;
- външно-сравнителен подход – резултатите от обучението на даден обучаем се сравняват с тези на другите обучаеми.

## За да изпълни своите функции, оценката трябва да отговаря на следните изисквания
- да е обективна, т.е. при едни и същи резултати от проверките да се поставят едни и същи оценки, независимо от мястото на оценяването и от оценителите;
- да се оценяват не само знанията, но и уменията на обучаемите да ги прилагат в познати и непознати ситуации;
- да е стимулираща, т.е. необходимо е обучаващият не само да отбележи реалните постижения и недостатъци в обучението, но и да покаже вяра в бъдещите успехи на обучаемия, ако е необходимо, да го авансира в оценката;
- не бива оценката да се използва като средство за наказание, т.е. тя не трябва да се влияе от поведението на обучаемия.

## Разлика между assessment и evaluation
Двата термина имат много близко значение, но терминът evaluation е с по-общо, по-широко значение. При последния най-често се извършва поставяне на определена оценка на обучаемия, за което се използват резултатите, които се получават след провеждането на оценяване – assessment. Освен това терминът evaluation се използва за обозначаване на оценяването на всички аспекти на програмата за обучение – включително на нейната организация, ефикасност и т.н., докато терминът assessment се използва единствено за обозначаване на методите за оценяване на напредъка на обучаемите. Освен това при термина assessment става дума за процес на оценяването на напредъка на учащите през целия цикъл на курса на обучение, докато терминът evaluation обикновено служи за описване на крайния резултат.